# Trud (Russland)

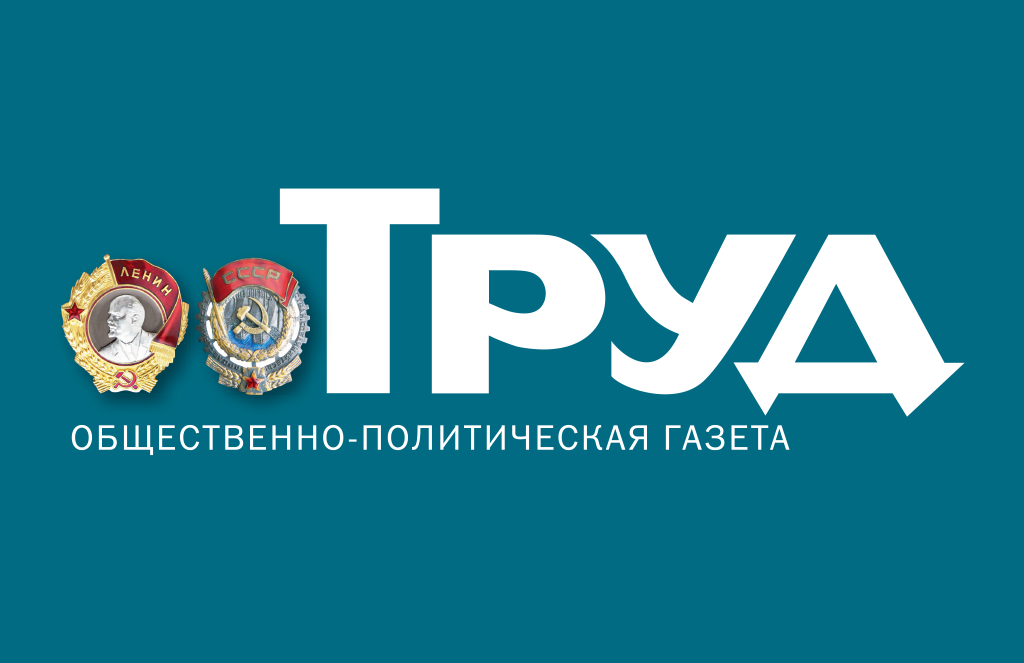
Logo

Trud (russisch Труд „Arbeit; Werk“) war in der Sowjetunion das Organ des Gewerkschaftskomitees und ist heute die drittgrößte Tageszeitung Russlands.

## Geschichte
Trud wurde als Gewerkschaftsorgan im Jahre 1921 gegründet und besaß in dieser Funktion eine Auflage von zuletzt 21,5 Millionen Exemplaren. Nach dem Zerfall der Sowjetunion wandelte sich das Propagandaorgan der von den Kommunisten gelenkten Gewerkschaften zu einer neutralen Tageszeitung mit wesentlich geringerer Auflage.

## Heute
Trud hat aktuell eine Auflage von 613.000 Exemplaren pro Tag. Sie ist damit der drittgrößte Tageszeitungstitel in Russland. Trud sieht sich selbst als Sprachrohr der „linken Mitte“ in Russland. Der Verlag der Zeitung firmiert als „autonome gemeinnützige Organisation“.